# Edgar Rosenberg (Literaturwissenschaftler)
Edgar Otto Rosenberg (geboren 21. September 1925 in Fürth; gestorben 19. Dezember 2015 in Cayuga Heights (New York)) war ein US-amerikanischer Literaturwissenschaftler. 

## Leben
Edgar Rosenberg war ein Sohn des Rechtsanwalts Otto Rosenberg und der Lilly Arnstein; er hatte einen jüngeren Bruder. Er besuchte unter den Bedingungen der deutschen Judenverfolgung ab 1933 die Jüdische Realschule und war eines der letzten Kinder, die 1938 in der Jüdischen Gemeinde Fürth eine Bar Mitzwa erhielten. Die Familie Rosenberg floh 1938 in die Schweiz. Sie gelangten 1939 nach Haiti und kamen 1940 nach New York City. 
Rosenberg wurde nach dem High-School-Abschluss Soldat der US Army und wurde als Infanterist in Europa eingesetzt. Nach seiner Entlassung erhielt er gemäß dem G. I. Bill einen Studienplatz und machte 1949 seinen B.A. an der Cornell University und dort 1950 auch einen Master-Abschluss. Er war Teaching Assistant an der Stanford University, wurde dort 1958 promoviert und lehrte anschließend Literaturgeschichte an der Harvard University. Rosenberg heiratete 1965 die Dänin Birthe Terp-Johansen (1942–2008), die Ehe wurde später geschieden.
Rosenberg erhielt 1965 eine Professur für Englisch und Komparatistik an der Cornell University und wurde 2002 emeritiert. Er nahm außerdem Lehraufträge am San Jose State College, an der Harvard University, der Stanford University und der Universität Haifa wahr. Er war unter anderem Guggenheim Fellow und Fulbright-Stipendiat. 2012 erhielt er einen Ehrendoktor der Universität des Saarlands.
Rosenberg forschte über das Bild des Juden in der Literatur und über Charles Dickens, dessen Roman Great Expectations er 1999 neu herausbrachte.

## Schriften (Auswahl)
Poetik
- The Happy One (story), in: Commentary, 1949
- Our Felix, in: Stanford Stories, 1951
- Next of Kin (novel-fragment), in: Commentary, 1951
- Salvation (story), in: Cornell Era, 1957
- The Assassin, in: Epoch (Cornell University), Winter 1958
- A Vengeance. Übersetzung von Thomas Mann Gerächt, in: Esquire, 1959
- Vanishing Acts (story), in: Commentary, 1982
- Hitler Over My Head (story), in: Midstream (magazine), 1999

Literaturwissenschaft
- From Shylock to Svengali : Jewish stereotypes in English fiction. London : Owen, 1961
- Charles Dickens: Great expectations : authoritative text, backgrounds, contexts, critism. New York : Norton, 1999